# Transfert de chaîne
En chimie des polymères, le transfert de chaîne est une étape de la polymérisation en chaîne à laquelle l'activité d'une chaîne polymère en croissance est transférée à une autre molécule,.
P• + XR' → PX + R'•
Les réactions de transfert de chaîne diminuent la masse moléculaire moyenne du polymère produit. Le transfert de chaîne peut être introduit dans une polymérisation par l'emploi d'un agent de transfert de chaîne, ou bien il peut être une réaction secondaire inévitable lors d'une polymérisation. Les réactions de transfert de chaîne se produisent dans la plupart des types de polymérisation en chaîne, y compris la polymérisation radicalaire, la polymérisation par ouverture de cycle, la polymérisation coordinative, la polymérisation cationique et la polymérisation anionique.

## Types
Les réactions de transfert de chaîne sont normalement classées par la nature de la molécule qui réagit avec la chaîne croissante.
- Transfert à un agent de transfert de chaîne. Les agents de transfert de chaîne possèdent au moins une liaison chimique faible, ce qui facilite la réaction de transfert de chaîne. Des agents communs sont les thiols, surtout le dodécyl mercaptan DDM (C12H25SH), et les halocarbures tels que le tétrachlorure de carbone. Les agents de transfert de chaîne sont aussi appelés les modificateurs ou des régulateurs.
- Transfert au monomère. Il peut y avoir transfert de chaîne au monomère auquel la chaîne polymère croissante détache un atome du monomère non réagi qui se trouve dans le milieu réactionnel. Étant donné que les réactions de polymérisation se font toujours en présence du monomère, le transfert de chaîne détermine la masse molaire maximale théorique pour la polymérisation d'un monomère donné. Le transfert de chaîne au monomère est surtout important à la polymérisation cationique et la polymérisation par ouverture de cycle.

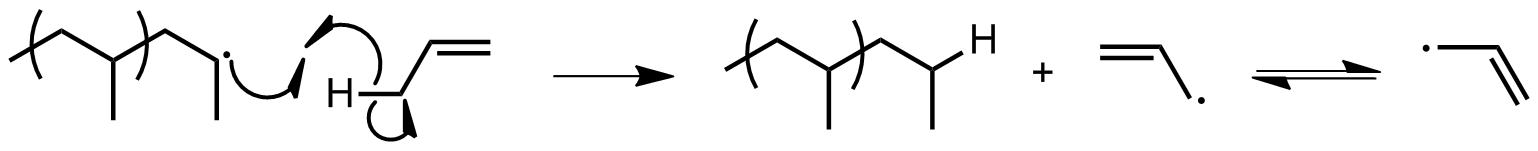
Transfert de chaîne du polypropylène au monomère.

- Transfert au polymère. Une chaîne croissante peut faire un transfert de chaîne à une autre chaîne polymère déjà existante. Ceci arrive surtout en présence d'une grande concentration de polymère, soit à la fin d'une polymérisation radicalaire lorsque le monomère est presque consommé. Un polymère ramifié est formé lorsque le monomère s'ajoute au nouveau site radicalaire sur le squelette polymère. Les propriétés du polyéthylène basse densité dépendent de façon critique du nombre de transferts de chaîne au polymère.

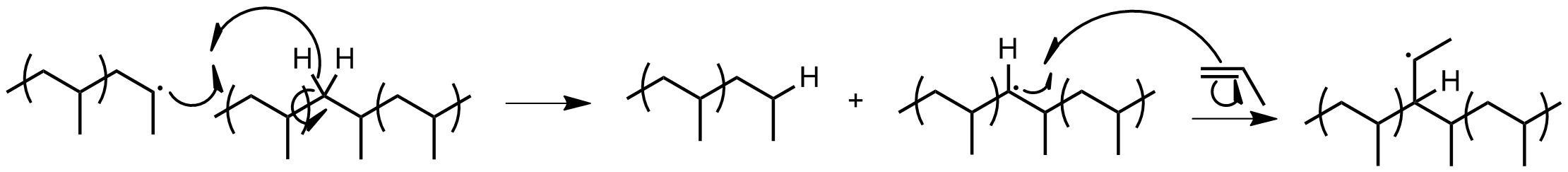
Transfert de chaîne du polypropylène au squelette d'une autre molécule de polypropylène.

- Transfert au solvant. Lors de la polymérisation en solution, le solvant peut agir comme agent de transfert de chaîne. Un solvant assez inerte est choisi pour éviter la formation d'oligomères, qui sont des polymères de très faible masse molaire.

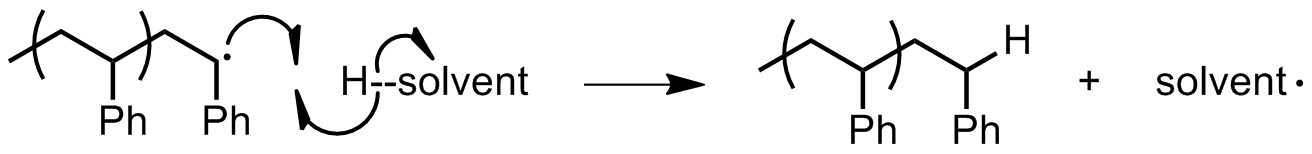
Transfert de chaîne du polystyrène au solvant.

## Développement historique
Le transfert de chaîne est proposé d'abord par Hugh S. Taylor et William H. Jones en 1930. Ils étudiaient la production du polyéthylène (C2H4)n à partir de l'éthylène C2H4 et l'hydrogène H2 en présence des radicaux éthyle générés par la décomposition thermique de diéthylmercure (Et)2Hg et de tétraéthylplomb (Et)4Pb. Ils expliquent le mélange observé des produits en supposant un transfert de caractère radicalaire d'un réactif à un autre.
Paul Flory incorpore le concept de transfert de radical dans son traitement mathématique de la polymérisation vinyle en 1937. Il propose le terme transfert de chaîne afin d'expliquer l'observation que lors de la polymérisation, les longueurs moyennes des chaînes polymères sont souvent plus faibles que prédites selon les analyses basées sur les vitesses.
Le premier usage généralisé des agents de transfert de chaîne est pendant la Seconde Guerre mondiale à la compagnie américaine US Rubber Reserve. La formulation Mutual pour le caoutchouc styrène-butadiène est basée sur la formulation Buna-S développée par la compagnie allemande IG Farben dans les années 1930. Cependant, la formulation Buna-S forme un caoutchouc très coriace de masse molaire élevée qui requiert un traitement thermique pour le rendre apte à la fabrication aux usines ordinaires de caoutchouc. Des chercheurs de la Standard Oil Development Company et la United States Rubber Company découvrent que l'ajout d'un modificateur mercaptan à la formulation produit un polymère de masse molaire réduite qui est plus facile à ouvrir. De plus, cet ajout augmente la vitesse de polymérisation. L'usage de ce modificateur mercaptan devient la norme à la formulation Mutual.
Les chercheurs allemands se sont familiarisés aussi avec l'action des agents de transfert de chaîne dans les années 1930. Cependant, l'Allemagne continue à fabriquer le caoutchouc non modifié jusqu'à la fin de la guerre, et n'exploite pas leurs connaissances.
Dans les années 1940 et 1950, des progrès sont réalisés dans la compréhension de la réaction de transfert de chaîne et le comportement des agents de transfert de chaîne. H.R. Snyder et al. démontrent que le soufre d'un modificateur mercaptan s'incorpore effectivement dans une chaîne polymère dans les conditions de polymérisation en masse ou de polymérisation en émulsion. Une série d'articles de F.R. Mayo (à la United States Rubber Company) développe les méthodes pour déterminer les vitesses de réaction de transfert de chaîne,,.
Dans les années 1950, des chercheurs de la compagnie DuPont démontrent que les ramifications courtes et longues du polyéthylène sont formées par deux mécanismes différents de transfert de chaîne au polymère. À la même époque, la présence du transfert de chaîne aux polymérisations cationiques est définitivement établie.

## Situation courante
La nature des réactions de transfert de chaîne est aujourd'hui bien comprise et expliquée dans les manuels de polymérisation. Depuis les années 1980, cependant, un domaine de recherche est particulièrement actif, il s'agit des différentes formes de polymérisation vivante radicalaire, y compris la polymérisation à transfert de chaîne catalytique, la polymérisation RAFT (Transfert de chaîne Réversible par Addition-Fragmentation), et la polymérisation vivante par transfert de l'iode. Dans ces processus, la réaction de transfert de chaîne produit une chaîne polymère dont l'activité de transfert de chaîne est similaire à celle de l'agent initial de transfert de chaîne. Il n'y a donc aucune perte nette d'activité de transfert de chaîne.